# عتبة بن أبي لهب
عتبة بن أبي لهب بن عبد المطلب الهاشمي القرشي ابن عم رسول الله.

## نسبه
- أبوه: أبو لهب عبد العزى بن عبد المطلب بن هاشم بن عبد مناف بن قصي بن كلاب بن مرة بن كعب بن لؤي بن غالب بن فهر بن مالك بن النضر بن كنانة بن خزيمة بن مدركة بن إلياس بن مضر بن نزار بن معد بن عدنان.[3] عم رسول الله.
- أمه: أم جميل أروى بنت حرب بن أمية بن عبد شمس بن عبد مناف بن قصي بن كلاب بن مرة بن كعب بن لؤي بن غالب بن فهر بن مالك بن النضر بن كنانة بن خزيمة بن مدركة بن إلياس بن مضر بن نزار بن معد بن عدنان.[4] وهي أخت الصحابي أبو سفيان بن حرب، وهي المذكورة في القرآن بحمالة الحطب.

## قبل إسلامه
كان رسول الله قد زوجه من ابنته رقية كما زوج أختها أم كلثوم من أخيه عتيبة ثم طلقاهما بغضا لرسول الله.
كان رسول الله قد زوَّجه ابنته رقية، وزوَّج أختَّها أم كلثوم عتيبة بن أبي لهب، فلمَّا نزلت سورة "المسد"، قال لهما أبوهما أبو لهب وأمهما أم جميل بنت حرب حمالة الحطب: فارقا ابنتي محمد. ففارقاهما قبل أن يدخلا بهما. ومع ذلك فبمجرَّد أنْ زوَّجَهُ الرسول صلى الله عليه وسلم ابنته فهذا دليلٌ على علوِّ منزلته ومكانته لديه.

## إسلامه
أسلم عام الفتح هو وشقيقه معتب بن أبي لهب. فقد ذكر الزبير بن بكار أنه شهد هو وأخوه حنيناً مع النبي وكانا ممن ثبت وأقاما بمكة.
وأخرج ابن سعد بسند له إلى العباس بن الفضل قال: لما قدم رسول الله مكة في الفتح قال لي: «يا عباس أين ابنا أخيك عتبة ومعتب لأراهما؟» فقلت: «تنحيا مع من تنحى من مشركي قريش» قال: «اذهب فائتني بهما». قال: «فركبت إلى عرفة فأتيتهما فقلت: إن رسول الله يدعوكما فاركبا معي سريعين». فدعاهما إلى الإسلام فأسلما وبايعا فقال النبي: «إني استوهبت ابني عمي هذين من ربي فوهبهما لي».
وأخرج الطبراني من وجه آخر إلى علي أن النبي دخل يوم الفتح بين عتبة ومعتب يقول للناس: «هذان أخواي وابنا عمي فرحا بإسلامهما استوهبتهما من الله فوهبهما لي». ويجمع بأنه دخل المسجد بينهما بعد أن أحضرهما العباس.

## أبناء عتبة وزوجاته
وكان لعتبة سبعة عشر ولدًا وبنتًا، وهم:
- أبو علي، وأبو الهيثم، وأبو غليظ، وأمهم عتبة بنت عوف بن عبد مناف بن الحارث.
- عمرو، ويزيد، وأبو خداش، وعباس (الشاعر الأموي الشهير)، وميمونة، وأمهم أم العباس بنت شراحيل بن أوس من حمير
- عبيد الله، ومحمد، وشيبة، وأم عبد الله، وأمهم أم عكرمة بنت خليفة بن قيس من الجدرة من الأزد.
- عامر بن عتبة، وأمه هالة من بني الأحمر بن الحارث.
- أبو واثلة بن عتبة، وأمه من خولان.
- عبيد بن عتبة لأم ولد.
- إسحاق بن عتبة، أمه أم ولد.
- أم عبد الله بنت عتبة، وامها أم ولد[2]

## وفاة عتبة
أقام عتبة بمكة ومات بها، ولم يُرَ له ذكرٌ في خلافة عمر، بل ولا في خلافة أبي بكر، فكأنه مات فيها، فالأرجح أنه مات في خلافة أبي بكر.

## طالع كذلك
- أبو لهب
- أم جميل